# 小行星10177
小行星10177（10177 Ellison）是一颗绕太阳运转的小行星，为主小行星带小行星。该小行星于1996年2月10日发现。

## 轨道参数
小行星10177的轨道半长轴为2.3071349 UA，离心率为0.156。